# Moschorhinus
Moschorhinus (gr. "nariz de becerro") es un género extinto de sinápsidos terocéfalos. Fue un gran carnívoro cuadrúpedo que vivió entre el Pérmico y el Triásico. Fue descrito por el paleontólogo sudafricano Robert Broom en 1920.
El cráneo es corto y fuerte con dos caninos largos y rectos, similares a los de los felinos dientes de sable, y podía alcanzar un tamaño comparable a los leones actuales. Sus hábitos depredadores lo hicieron ocupar el nicho ecológico que antes controlaban los gorgonópsidos. Tras la extinción de Moschorhinus, serán los cinodontos los que ocupen el nicho.
Se cree que Moschorhinus era un depredador parecido a los felinos, capaz de perforar la piel y sujetar a la presa con sus grandes caninos. Este es el primer registro conocido de este tipo de caza. Dado su hocico robusto, grandes caninos y poderosos músculos mandibulares, parece haber sido un depredador temible.
Los restos de M. kitchingi han sido hallados en el Karoo sudafricano y datados del Triásico Inferior por lo que el género sobrevivió a la extinción masiva del Pérmico-Triásico, pero  desapareció poco después debido al catastrófico evento que provocó una hipoxia masiva, que llevó a la especie a un caso de crecimiento atrofiado debido a la pérdida de hábitat y presas (efecto liliput). Los últimos ejemplares no eran mucho mayores que un varano, y aun así eran los terocéfalos más grandes del Triásico.

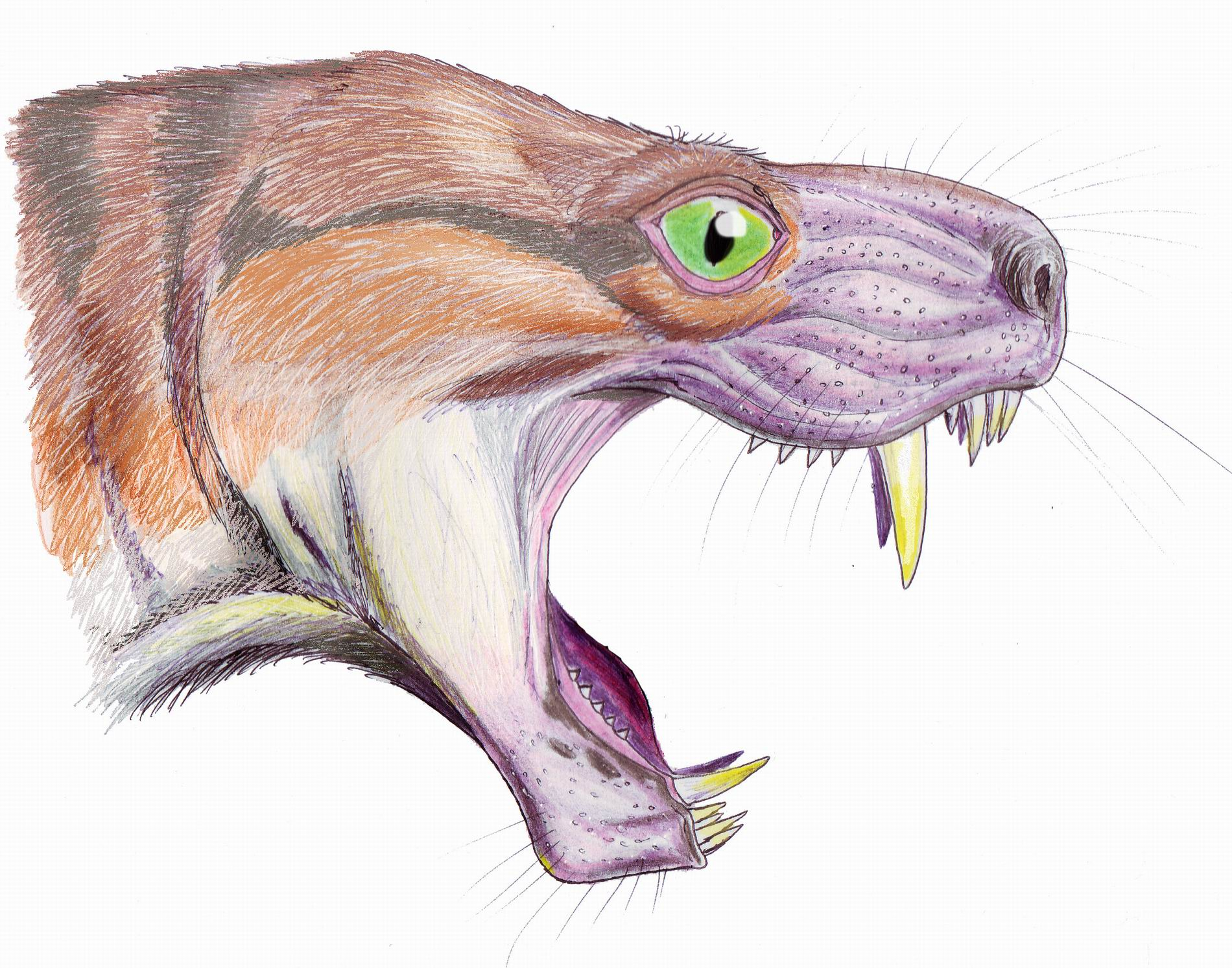
Detalle de la cabeza de Moschorhinus.